# Aphididae
Famille
Les Aphididae (les aphidiens) forment une famille d'insectes de l'ordre des hémiptères (les hémiptères sont caractérisés par leurs deux paires d'ailes dont l'une, en partie cornée, est transformée en hémiélytre), de la super-famille des Aphidoidea (pucerons).

## Taxinomie

### Liste des sous-familles
Selon  Species File (29 octobre 2016) :
- sous-famille Aiceoninae

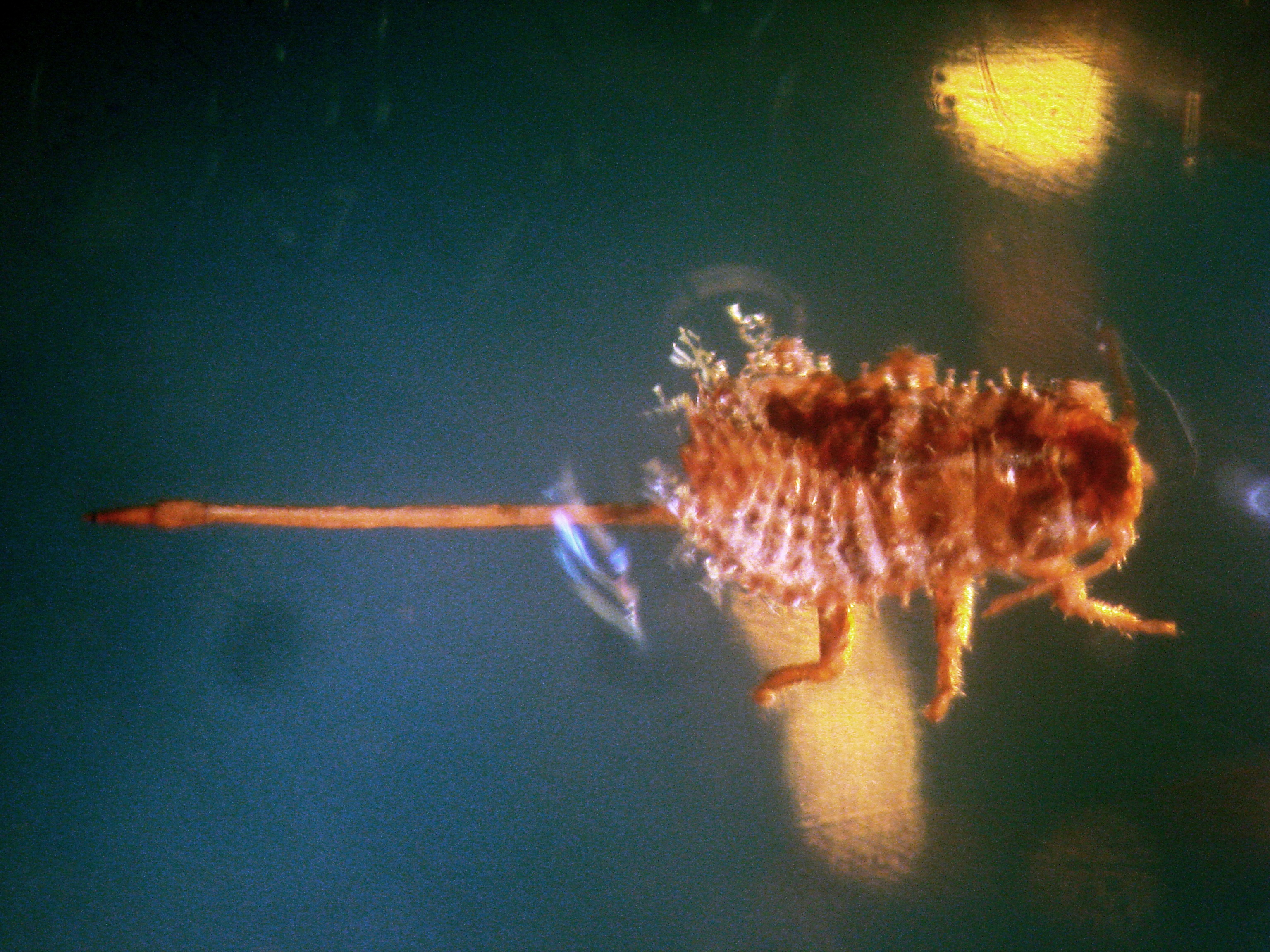
Un aphidien fossilisé dans une goutte d'ambre (mer Baltique).

- sous-famille Anoeciinae Tullgren, 1909
- sous-famille Aphidinae Latreille, 1802
- sous-famille Baltichaitophorinae
- sous-famille Calaphidinae Oestlund, 1919
- sous-famille Chaitophorinae
- sous-famille Drepanosiphinae Herrich-Schaeffer, 1857
- sous-famille Eriosomatinae
- sous-famille Greenideinae Baker, 1920
- sous-famille Hormaphidinae
- sous-famille Israelaphidinae Ilharco, 1961
- sous-famille Lachninae Herrich-Schaeffer, 1854
- sous-famille Lizeriinae Blanchard, 1923
- sous-famille Macropodaphidinae Zachvatkin & Aizenberg, 1960
- sous-famille Mindarinae Tullgren, 1909
- sous-famille Neophyllaphidinae Takahashi, 1921
- sous-famille Phloeomyzinae
- sous-famille Phyllaphidinae Herrich-Schaeffer, 1857
- sous-famille Pterastheniinae Remaudière & Quednau, 1988
- sous-famille Saltusaphidinae Baker, 1920
- sous-famille Spicaphidinae Essig, 1953
- sous-famille Taiwanaphidinae
- sous-famille Tamaliinae Oestlund, 1923
- sous-famille Thelaxinae Baker, 1920

### Aperçu de genres (à compléter)
- Abstrusomyzus Jensen & Stoetzel, 1999
- Acanthochermes Kollar, 1848
- Acaudinum Börner, 1930
- Acutosiphon Basu, Ghosh & Raychaudhuri, 1970
- Acyrthosiphon Mordwilko, 1914
- Allaphis Mordvilko, 1921
- Adelges Vallot, 1836
- Aiceona Takahashi, 1921
- Aleurodaphis van der Goot, 1917
- Allaphis Mordvilko, 1921
- Allocotaphis Börner, 1950
- Allothoracaphis Takahashi, 1958
- Allotrichosiphum Takahashi 1962
- Aloephagus Essig, 1950
- Amphicercidus Oestlund, 1923
- Amphorophora Buckton, 1876
- Anthracosiphon Hille Ris Lambers, 1947
- Anoecia Koch, 1857
- Anomalaphis Baker, 1920
- Anomalosiphum Takahashi, 1934
- Anuraphis Del Guercio, 1907
- Aphanostigma Börner, 1909
- Aphidounguis Takahashi, 1963
- Aphidura Hille Ris Lambers, 1956
- Aphis Linnaeus, 1758
- Aphthargelia Hottes, 1958
- Aploneura Passerini, 1863
- Appelia Börner, 1930
- Appendiseta Richards, 1965
- Apulicallis Barbagallo & Patti 1991
- Artemisaphis Knowlton & Roberts, 1947
- Asiphonaphis Wilson & Davis, 1919
- Asiphonella Theobald, 1923
- Aspidaphis Gillette, 1917
- Aspidophorodon Verma, 1967
- Astegopteryx Karsch
- Atheroides  Haliday, 1839
- Aulacophoroides Tao, 1976
- Aulacorthum Mordvilko, 1914
- Avicennina Narzikulov, 1957
- Baizongia Rondani, 1848
- Berberidaphis Narzikulov 1960
- Betacallis Matsumura, 1919
- Betulaphis Glendenning, 1926
- Bipersona Hottes, 1926
- Blanchardaphis Ortego, Nieto Nafría & Mier Durante, 1998
- Boernerina Bramstedt, 1940
- Brachycaudus Van der Goot, 1913
- Brachycolus Buckton, 1879
- Brachycorynella Aizenberg, 1954
- Brachymyzus Basu, 1964
- Brachysiphoniella Takahashi, 1921
- Brachyunguis B. Das, 1918
- Braggia Gillette & Palmer, 1929
- Brevicoryne Van der Goot, 1915
- Brevicorynella Nevsky, 1928
- Burundiaphis Remaudière, 1985
- Byrsocryptoides Dzhibladze, 1960
- Cachryphora Oestlund, 1923
- Calaphis Walsh, 1863
- Callipterinella van der Goot, 1913
- Capitophorus Van der Goot, 1913
- Caricosipha Börner, 1939
- Carolinaia Wilson, 1911
- Casimira Eastop, 1966
- Catamergus Oestlund, 1923
- Cavariella Del Guercio, 1911
- Cedoaphis Oestlund, 1923
- Cedrobium (Remaudière, 1954)
- Cepegillettea Granovsky, 1928
- Cerataphis Lichtenstein, 1882
- Ceratoglyphina van der Goot, 1917
- Ceratovacuna Zehntner, 1897
- Ceriferella Carver & Martyn, 1965
- Ceruraphis Börner, 1926
- Cervaphis van der Goot, 1917
- Chaetogeoica Remaudière & Tao, 1957
- Chaetomyzus Ghosh & Raychaudhuri, 1962
- Chaetosiphella Hille Ris Lambers, 1939
- Chaetosiphon Mordvilko, 1914
- Chaitaphis Nevsky, 1928
- Chaitophorus Koch, 1854
- Chaitoregma Hille Ris Lambers & Basu, 1966
- Chitinosiphum Zhang, Chen, Zhong & Li, 1999
- Chromaphis Walker, 1870
- Chromocallis Takahashi, 1961
- Chondrillobium Bozhko, 1961
- Chuansicallis Tao, 1963
- Chucallis Tao, 1963
- Chusiphuncula Zhang, 1998
- Cinara Curtis, 1835
- Clethrobius Mordvilko, 1928
- Clydesmithia Danielsson (1989) 1990
- Clypeoaphis Soliman, 1937
- Codonopsimyzus Lee, 2002
- Colopha Monell, 1877
- Colophina Börner 1932
- Coloradoa Wilson, 1910
- Cornaphis Gillette, 1913
- Corylobium Mordvilko, 1914
- Cranaphis Takahashi 1939
- Cryptaphis Hille Ris Lambers, 1947
- Cryptomyzus Oestlund, 1922
- Cryptosiphum Buckton, 1879
- Cryptozomus Linné, 1758
- Crypturaphis Silvestri, 1935
- Ctenocallis Klodnitsky, 1924
- Dasyaphis Takahashi, 1938
- Davatchiaphis Remaudière, 1964
- Decorosiphon Börner, 1939
- Defractosiphon Börner, 1950
- Delphiniobium Mordvilko, 1914
- Dermaphis Takahashi, 1958
- Diphyllaphis Takahashi, 1960
- Distylaphis Noordam, 1991
- Diuraphis Aizenberg, 1935
- Doraphis Matsumura & Hori 1929
- Drepanaphis Del Guercio, 1909
- Drepanosiphoniella Davatchi, Hille Ris Lambers & Remaudiere, 1957
- Drepanosiphum Koch, 1855
- Durocapillata Knowlton, 1927
- Dysaphis Börner, 1931
- Eichinaphis Narzikulov 1963
- Elatobium Mordvilko, 1914
- Eomacrosiphon Hille Ris Lambers, 1958
- Eonaphis Essig, 1957
- Eotrama Hille Ris Lambers, 1969
- Epameibaphis Oestlund, 1923
- Ephedraphis Hille Ris Lambers, 1959
- Epipemphigus Hille Ris Lambers, 1966
- Ericaphis Börner, 1939
- Ericolophium Tao, 1963
- Eriosoma Leach, 1818
- Essigella Del Guercio, 1909
- Eucallipterus Schouteden, 1906
- Eucarazzia Del Guercio, 1921
- Euceraphis Walker, 1870
- Eulachnus Del Guercio, 1909
- Eumyzus Shinji 1929
- Euthoracaphis Takahashi, 1938
- Eutrichosiphum Essig & Kuwana, 1918
- Ferusaphis Zhang, Chen, Zhong & Li, 1999
- Flabellomicrosiphum Gillette & Palmer, 1932
- Foaiella Börner, 1909
- Forda von Heyden, 1837
- Formosaphis Takahashi, 1925
- Fullawaya Essig, 1912
- Geoica Hart, 1894
- Geopemphigus Hille Ris Lambers, 1933
- Gharesia Stroyan, 1963
- Glendenningia MacGillivray, 1954
- Glyphina Koch, 1856
- Glyphinaphis van der Goot, 1917
- Gootiella Tullgren, 1925
- Gredinia Pashtshenko, 2000
- Greenidea Schouteden, 1905
- Greenideoida van der Goot, 1917
- Grylloprociphilus Smith & Pepper, 1968
- Gypsoaphis Oestlund, 1923
- Hallaphis Doncaster, 1956
- Hamamelistes Shimer, 1867
- Hannabura Matsumura, 1917
- Hamamelistes Shimer, 1867
- Hayhurstia Del Guercio, 1917
- Helosiphon Leclant, 1969
- Hemipodaphis David, Narayanan, & Rajasingh 1971
- Hillerislambersia Basu, 1968
- Himalayaphis Ghosh & Verma, 1973
- Holmania Szelegiewicz 1964
- Hoplocallis Pintera, 1952
- Hoplochaetaphis Aizenberg, 1959
- Hoplochaitophorus Granovsky, 1933
- Hormaphis Osten-Sacken, 1861
- Hyadaphias Börner, 1930
- Hyadaphis Kirkaldy, 1904
- Hyalomyzus Richards, 1958
- Hyalopteroïdes Theobald, 1916
- Hyalopterus Koch, 1854
- Hydronaphis Shinji, 1922
- Hyperomyzus Börner, 1933
- Hysteroneura Davis, 1919
- Idiopterus Davis, 1909
- Illinoia Wilson, 1910
- Impatientinum Mordvilko, 1914
- Indiaphis Basu, 1969
- Indiochaitophorus Verma, 1970
- Indoidiopterus Chakrabarti, Ghosh & Raychaudhuri, 1972
- Indomasonaphis Verma, 1971
- Indomegoura Hille Ris Lambers, 1958
- Indonipponaphis Ghosh & Raychaudhuri, 1973
- Iowana Hottes, 1954
- Ipuka van Harten & Ilharco, 1976
- Iranaphias Remaudière & Davatchi, 1959
- Israelaphis Essig, 1953
- Iziphia Nevsky, 1929
- Jacksonia (insecte) Theobald (1923)
- Juncobia Quednau, 1954
- Kaburagia Takahashi, 1937
- Kaltenbachiella Schouteden, 1906
- Kaochiaoja Tao, 1963
- Karamicrosiphum Zhang, 1998
- Klimaszewskia Szelegiewicz, 1979
- Kugegania Eastop, 1955
- Kurisakia Takahashi, 1924
- Lachnus Burmeister, 1835
- Laingia Theobald
- Lambersaphis Narzikulov 1961
- Landisaphis Knowlton & Ma, 1949
- Latgerina Remaudière, 1981
- Lehrius Gredina 1995
- Lepidaphis Kadyrbekov, Renxin & Shao, 2002
- Linaphis Zhang, 1981
- Linosiphon Börner, 1944
- Liosomaphis Walker, 1868
- Lipamyzodes Heinze, 1960
- Lipaphis Mordvilko, 1928
- Lithoaphis Takahashi, 1959
- Lizerius Blanchard, 1923
- Longicaudus van der Goot, 1913
- Longisiphoniella Chakrabarti, Saha & Mandal, 1988
- Longistigma Wilson, 1909
- Loniceraphis Narzikulov 1962
- Macchiatiella Del Guecio, 1911
- Machilaphis Takahashi, 1960
- Macromyzella Ghosh, Basu & Raychaudhuri 1977
- Macromyzus Takahashi, 1960
- Macropodaphis Remaudière & Davatchi, 1958
- Macrosiphoniella Del Guercio, 1911
- Macrosiphum Passerini, 1860
- Macrotrichaphis Miyazaki, 1971
- Maculolachnus Gaumont, 1920
- Mastopoda Oestlund, 1886
- Matsumuraja Schumacher 1921
- Megoura Buckton, 1876
- Megourella Hille Ris Lambers, 1949
- Megourina Hille Ris Lambers, 1974
- Meguroleucon Miyazaki, 1971
- Melanaphis Van der Goot, 1917
- Melanocallis Oestlund, 1923
- Melaphis Walsh, 1867
- Meringosiphon Carver, 1959
- Mesocallis Matsumura, 1919
- Mesothoracaphis Noordam, 1991
- Mesotrichosiphum Calilung 1967
- Metanipponaphis Takahashi, 1959
- Metathoracaphis Sorin, 1987
- Metopeuraphis Narzikulov & Smailova 1975
- Metopeurum Mordvilko, 1914
- Metopolophium Hille Ris Lambers, 1947
- Mexicallis Remaudière, 1982
- Micraphis Takahashi 1931
- Microlophium Mordvilko, 1914
- Micromyzella Eastop, 1955
- Micromyzodium David 1958
- Micromyzus van der Goot, 1917
- Microparsus Patch, 1909
- Microsiphoniella Hille Ris Lambers, 1947
- Microsiphum Cholodkovsky, 1902
- Mimeuria Börner, 1952
- Mindarus Koch, 1857
- Misturaphis Robinson, 1967
- Mollitrichosiphum Suenaga, 1934
- Monaphis Walker, 1870
- Monellia Oestlund, 1887
- Monellia Oestlund, 1887
- Monelliopsis Richards, 1960
- Monzenia Takahashi, 1962
- Mordvilkoiella Shaposhnikov 1964
- Mordvilkoja Del Guercio, 1909
- Muscaphis Börner, 1933
- Myzakkaia Basu, 1969
- Myzaphis van der Goot, 1913
- Myzocallis Passerini, 1860
- Myzodium Börner, 1950
- Myzosiphum Tao, 1964
- Myzotoxoptera Theobald, 1927
- Myzus Passerini, 1860
- Nasonovia Mordvilko, 1914
- Nearctaphis Shaposhnikov, 1950
- Neoamphorophora Mason, 1924
- Neoantalus Remaudière, 1985
- Neobetulaphis Basu, 1964
- Neochmosis Laing, 1929
- Neochromaphis Takahashi
- Neocranaphis Ghosh & Quednau 1990
- Neohormaphis Noordam, 1991
- Neomariaella Szwedo & Osiadacz, 2010
- Neomyzus van der Goot, 1915
- Neonipponaphis Takahashi, 1962
- Neopemphigus Mamontova & Kolomoets 1981
- Neophyllaphis Takahashi, 1920
- Neoprociphilus Patch, 1912
- Neopterocomma Hille Ris Lambers, 1935
- Neorhopalomyzus Tao, 1963
- Neosaltusaphis Hille Ris Lambers, 1961
- Neosappaphis Hille Ris Lambers, 1959
- Neosensoriaphis Quednau, 1990
- Neosymydobius Baker, 1920
- Neothelaxes Chakrabarti & Quednau, 1996
- Neothoracaphis Takahashi, 1958
- Neotoxoptera Theobald, 1915
- Neotrama Baker, 1920
- Neuquenaphis Blanchard, 1939
- Nevadaphis Drews, 1941
- Nietonafriella Ortego, 1998
- Nippodysaphis Hille Ris Lambers, 1965
- Nippolachnus Matsumura, 1917
- Nipponaphis Pergande, 1906
- Nudisiphon Chakrabarti & Bhattacharya, 1982
- Nurudea Matsumura, 1917
- Obtusicauda Soliman, 1927
- Oedisiphum van der Goot, 1917
- Oestlundiella Granovsky, 1930
- Olegia Shaposhnikov, 1979
- Ossiannilssonia Hille Ris Lambers, 1952
- Ovatomyzus Hille Ris Lambers, 1947
- Ovatus van der Goot, 1913
- Pachypappa Koch, 1856
- Pachypappa Koch, 1856
- Pachypappella Baker, 1920
- Paczoskia Mordvilko, 1919
- Paducia Hottes & Frison, 1931
- Panaphis Kirkaldy, 1904
- Paoliella Theobald, 1928
- Papulaphis Robinson, 1966
- Parachaitophorus Takahashi, 1937
- Paracletus (insecte) von Heyden, 1837
- Paracolopha Hille Ris Lambers, 1966
- Paradoxaphis Sunde, 1988
- Paramyzus Börner, 1933
- Paranipponaphis Takahashi, 1959
- Paraphorodon Tseng & Tao, 1938
- Parathoracaphis Takahashi, 1958
- Parathoracaphisella Pramanick, Samanta, & Raychaudhuri, 1983
- Patchia Baker, 1920
- Patchiella Tullgren, 1925
- Paulianaphis Essig, 1957
- Pehuenchaphis Durante, Nafría & Ortego, 2003
- Peltaphis Frison & Ross, 1933
- Pemphigus Hartig, 1839
- Pentalonia Coquerel, 1859
- Pentamyzus Hille Ris Lambers, 1966
- Periphyllus Van der Hoeven, 1863
- Phloeomyzys Horvath, 1896
- Phorodon Passerini, 1860
- Phyllaphis Koch, 1856
- Phyllaphoides Takahashi, 1921
- Phylloxera Boyer de Fonscolombe, 1834
- Phylloxerina Börner, 1908
- Pineus Shimer, 1869
- Platyaphis Takahashi, 1957
- Pleotrichophorus Börner, 1930
- Plocamaphis Oestlund, 1923
- Polytrichaphis Miyazaki, 1971
- Prociphilus Koch, 1857
- Protaphis Börner, 1952
- Protohormaphis Shaposhnikov & Gabrid, 1987
- Protopterocallis Richards, 1965
- Protrama Baker, 1920
- Pseudacaudella Börner, 1950
- Pseudaphis Hille Ris Lambers, 1954
- Pseudasiphonaphis Robinson, 1965
- Pseudessigella Hille Ris Lambers, 1966
- Pseudobrevicoryne Heinze, 1960
- Pseudocercidis Richards, 1961
- Pseudochromaphis Zhang, 1982
- Pseudoepameibaphis Gillette & Palmer, 1932
- Pseudopterocomma MacGillivray, 1963
- Pseudoregma Doncaster 1966
- Pseudothoracaphis Raychaudhuri, Ghosh & Das, 1980
- Pterasthenia Stroyan, 1952
- Pterocallis Passerini, 1860
- Pterochloroides Mordvilko, 1914
- Pterocomma Buckton, 1879
- Pyrolachnus Basu & Hille Ris Lambers, 1968
- Quadratus Monzen 1954
- Quernaphis Takahashi, 1958
- Raychaudhuriaphis Pramanick, Samanta & D. Raychaudhuri 1983
- Rectinasus Theobald, 1914
- Reticulaphis Takahashi, 1958
- Rhodobium Hille Ris Lambers, 1947
- Roepkea Hille Ris Lambers, 1935
- Rhopalomyzus Mordvilko, 1921
- Rhopalosiphoninus Baker, 1920
- Rhopalosiphum Koch, 1854
- Richardsaphis Kanturski & Barjadze, 2018
- Ryoichitakahashia Hille Ris Lambers, 1965
- Saltusaphis Theobald, 1915
- Sanbornia Baker, 1920
- Sappaphis Matsumura, 1918
- Sarucallis Shinji, 1922
- Schizaphis Börner, 1931
- Schizolachnus Mordvilko, 1908
- Schizoneuraphis van der Goot, 1917
- Schizoneurata Hille Ris Lambers, 1973
- Schizoneurella Hille Ris Lambers, 1973
- Schlechtendalia Lichtenstein, 1883
- Schoutedenia Mordvilko 1912
- Semiaphis van der Goot, 1913
- Seneciobium Remaudière, 1954
- Sensoriaphis Cottier, 1953
- Serratocallis Quednau & Chakrabarti, 1976
- Shenawheum Hottes & Frison
- Shinjia Takahashi, 1938
- Shivaphis Das, 1918
- Siculaphis Quednau & Barbagallo, 1991
- Sigmacallis Zhang, 1981
- Sinochaitophorus Takahashi 1936
- Sinolachnus Hille Ris Lambers, 1956
- Sinomegoura Takahashi, 1960
- Sinonipponaphis Tao 1966
- Sipha Passerini, 1860
- Siphonatrophia Swain, 1918
- Sitobion Mordvilko, 1914
- Slavum Mordvilko 1927
- Smiela Mordvilko 1948
- Sminthuraphis Quednau, 1953
- Smynthurodes Westwood, 1849
- Sorbaphis Shaposhnikov, 1950
- Spatulophorus Müller 1958
- Staegeriella Hille Ris Lambers, 1947
- Staticobium Mordvilko, 1914
- Stegophylla Oestlund, 1923
- Stellariopsis Szelegiewicz, 1969
- Stomaphis Walker, 1870
- Subacyrthosiphon Hille Ris Lambers, 1947
- Subiziphya Quednau, 1990
- Subovatomyzus Basu, 1964
- Subsaltusaphis Quednau, 1953
- Subtakecallis Raychaudhuri & Pal, 1974
- Sumatraphis Takahashi 1935
- Swirskiaphis Hille Ris Lambers, 1966
- Symydobius Mordvilko, 1894
- Szelegiewicziella Holman 1974
- Takecallis Matsumura, 1917
- Taiwanaphis Takahashi, 1934
- Taiwanomyzus Tao, 1963
- Tamalia Baker, 1920
- Taoia Quednau, 1973
- Tauricaphis Mamontova 1984
- Tenuilongiaphis Zhang, 1994
- Tetraneura Hartig, 1841
- Thecabius Koch, 1857
- Thelaxes Westwood, 1840
- Therioaphis Walker, 1870
- Thoracaphis van der Goot, 1917
- Thripsaphis Gillette, 1917
- Tiliaphis Takahashi, 1961
- Tiliphagus Smith, 1965
- Tinocallis Matsumura, 1919
- Tinocalloides Basu, 1970
- Titanosiphon Nevsky, 1928
- Toxoptera Koch, 1856
- Trama (insecte) von Heyden, 1837
- Tricaudatus Narzikulov, 1957
- Trichaitophorus Takahashi, 1937
- Trichosiphonaphis Takahashi, 1922
- Tshernovaia Holman & Szelegiewicz, 1964
- Tsugaphis Takahashi, 1957
- Tubaphis Hille Ris Lambers, 1947
- Tuberaphis Takahashi, 1933
- Tuberculatus Mordvilko 1894
- Tuberoaphis Tseng & Tao, 1938
- Tuberocephalus Shinji, 1929
- Tuberolachnus Mordvilko, 1909
- Turanoleucon Kadyrbekov, 2002
- Uhlmannia Börner, 1952
- Uichancoella Calilung, 1975
- Uroleucon Mordvilko, 1914
- Utamphorophora Knowlton, 1947
- Vesiculaphis Del Guercio, 1911
- Viburnaphis Pashtshenko, 1988
- Volutaphis Börner, 1939
- Wahlgreniella Hille Ris Lambers, 1949
- Weibenaphis Zhang, Chen, Zhong & Li
- Xenosiphonaphis Takahashi, 1961
- Xerobion Nevsky, 1928
- Yamatocallis Matsumura, 1917
- Yamatochaitophorus Higuchi, 1972
- Zelkovaphis Barbagallo, 2002
- Zinia Shaposhnikov, 1950